# Alberto Johannes Först
Alberto Johannes Först O.Carm. (Gunzendorf, 26 de novembro de 1926 - Eggolsheim, 1 de novembro de 2014) foi um bispo católico alemão e bispo-emérito da Diocese de Dourados.

## Biografia
Nasceu na vila de Gunzendorf, Buttenheim, Alemanha, filho de Katharina e Martin Först. Em 1939, entrou para o Seminário “Marianum” dos padres carmelitas, em Bamberg.
Em 1944, participou da Segunda Guerra Mundial como soldado e, durante oito meses, foi prisioneiro de guerra dos americanos na França. Em 1946, retornou ao seminário carmelita e, em 1947, fez o noviciado em Straubing.
Fez os votos religiosos em 16 de setembro de 1948 e cursou filosofia e teologia na Universidade de Bamberg. Foi ordenado sacerdote em 29 de junho de 1952, na Catedral de Bamberg. Trabalhou em Beilstein, Springiersbach e no seminário de Bamberg.
Em 1953, foi transferido para Fürth, na Baviera, e, no ano seguinte, foi transferido para o Brasil. Viajou de navio e, ao aportar, dirigiu-se a Paranavaí, no Estado do Paraná, onde chegou em 7 de abril de 1954. Ali, frei Alberto foi capelão, prior, ecônomo e comissário provincial dos carmelitas do Paraná por vários anos.
De 1970 a 1985, exerceu a função de cura da Catedral de Paranavaí e vigário-geral da Diocese de Paranavaí. Nessa função, foi responsável pela introdução do Cursilho, Movimento Familiar Cristão, Treinamento de Liderança Cristã, Juventude de Ação Mariana, CEBs, ministros extraordinários da Eucaristia. Foi responsável pelas construções da Igreja Matriz São Sebastião, do Centro de Obras Sociais e da residência episcopal.
Em 1984, foi a Dourados, Mato Grosso do Sul, preparar a futura paróquia que os frades carmelitas assumiam no município, a Paróquia Bom Jesus. Já em 1985 é designado pela Província a realizar uma nova missão, auxiliar o pároco frei Joaquim Knoblauch, como vigário cooperador na Paróquia Bom Jesus, Jardim Flórida. Ali terminou o Centro Catequético, ampliou a casa paroquial, construiu o salão de festas, reformou e ampliou a igreja matriz.
A convite de Dom Teodardo, o bispo diocesano, assumiu a função de vigário-geral em 1986; fez parte da coordenação de pastoral e da equipe preparatória do Sínodo. Reformou a catedral, sugeriu e ajudou na construção do Instituto Diocesano de Pastoral (IPAD, local onde os leigos pudessem fazer as formações), Seminário Diocesano, residência episcopal, casa das irmãs no IPAD. Com a cúria funcionando no atual endereço, foi responsável pela reforma do prédio que antes pertencia à paróquia da Catedral.
Foi nomeado bispo coadjutor da Diocese de Dourados em 6 de julho de 1988 e recebeu a sagração episcopal das mãos de Dom Frei Teodardo Leitz, o bispo diocesano, em 7 de setembro seguinte, no Ginásio da Escola Imaculada Conceição. Dom Vitório Pavanello, arcebispo de Campo Grande, e o confrade D. Frei Eliseu Maria Gomes de Oliveira, bispo de Itabuna, serviram de co-consagrantes.
Seu episcopado foi marcado pela valorização do laicato em todas as instâncias. Implantou os Conselhos de Pastorais (CCP), Paroquiais (CPP), Foraniais (CFP) e Diocesano (CDP), além dos Conselhos Econômicos e Presbiteral, o Colégio de Consultores. Reformou novamente a Catedral, Cúria Diocesana, esta última organizando o seu funcionamento internamente. Transformou uma área rural próxima da cidade em local de lazer e retiro. Posteriormente, este local foi transformado na Casa do Clero Diocesano.
Foi presidente do Regional Oeste 1 da CNBB no período de 1991 a 1999. Em 1994, fundou o Centro de Integração do Adolescente Dom Alberto (CEIA), instituição que abriga crianças e adolescentes por meio período, oferecendo alimentação, reforço escolar, lazer, cursos gratuitamente. Em 1997, fundou juntamente com o padre Edson e um grupo de leigos a Casa da Esperança, uma instituição que tem como objetivo ajudar jovens e adultos na recuperação de dependentes químicos.
Em 14 de janeiro de 1995, presidiu a cerimônia de ordenação presbiteral do então frei Reginaldo Manzotti, em Paranavaí.
Em 1998, inaugurou um prédio comercial na Avenida Marcelino Pires, com objetivo de ajudar no custeio das despesas com a formação de futuros padres. Também instituiu na diocese o Diaconato Permanente, com a ordenação no dia 15 de agosto, de três diáconos: Alceu, Argemiro e Nilson. Em 2000, inaugurou o Santuário Diocesano Nossa Senhora Aparecida na Vila São Pedro. Fez reforma na Cúria Diocesana.
Afastou-se do governo da Diocese por atingir a idade limite, em 5 de dezembro de 2001, transmitindo o cargo ao seu coadjutor Dom Redovino Rizzardo, o qual sagrara em março anterior. Passou então a residir numa casa de madeira, simples, modesta, ao lado do Seminário Diocesano. De 2002 a 2008, ajudou Dom Redovino na administração do crisma.
Recebeu o título de “Cidadão Sul Mato-grossense” pela Assembleia Legislativa do Estado, uma indicação do deputado Valdenir Machado, em 29 de junho de 2006.
Em 8 de fevereiro de 2009, na Catedral Diocesana Imaculada Conceição, aconteceu a missa de ação de graças pelos 55 anos de vida missionária no Brasil. Decidiu retornar ao seu país de origem, onde chegou dez dias depois. Foi residir num lar para idosos mantido pela Arquidiocese de Bamberg, em Eggolsheim, prestando assistência religiosa aos outros moradores.
Em 2011, foi diagnosticado com câncer intestinal. Acometido de pneumonia, foi internado no hospital de Gunzendorf no dia 22 de fevereiro, passando por cirurgias, ficando três meses na UTI, depois mais seis semanas no hospital em recuperação. Saiu do hospital em julho.
Em 29 de junho de 2012, comemorou seu jubileu de diamante sacerdotal na Catedral de Bamberg. Dom Redovino, seu sucessor, esteve presente.
Dom Alberto acabou perecendo ao câncer, vindo a falecer em Eggolsheim, em 1 de novembro de 2014, às vésperas de seu 88.º aniversário natalício. Seu sepultamento ocorreu seis dias depois, no jazigo dos padres do cemitério de Gunzendorf. O sepultamento foi presidido pelo arcebispo Dom Ludwig Schick, assistido pelo padre José Adriano Estevanelli, da Diocese de Dourados.